# Manchester (Maine)
Manchester is een plaats (town) ten westen van Augusta in Maine, een staat in het uiterste noordoosten van de Verenigde Staten. Er wonen ongeveer 2500 inwoners in Manchester op een grondgebied van ongeveer 58 km².
Samantha Smith, een Amerikaanse scholiere die in 1984 bekendheid verwierf in de pers door haar brief aan de Secretaris-generaal van de Communistische Partij van de Sovjet-Unie Joeri Andropov, woonde in Manchester.